# Ljuvlig är sommarnatten
Ljuvlig är sommarnatten är en svensk mysteriefilm från 1961 i regi av Arne Mattsson. I huvudrollerna ses Karl-Arne Holmsten, Folke Sundquist, Per Oscarsson, Christina Carlwind, Elisabeth Odén och Stig Järrel.

## Handling
I den lilla staden Skoga skall den unga Anneli Hammar (Christina Carlwind) gifta sig med den rike Joakim Kruse (Folke Sundquist). På själva bröllopsdagens förmiddag går Anneli in i Fanny Falkmans blomsteraffär för att titta på brudbuketten. Därefter försvinner hon och bröllopet blir inställt. Kriminalkommissarie Christer Wijk (Karl-Arne Holmsten) är i Skoga för att hälsa på sin mor och han kopplas in på fallet för att söka reda på Anneli. Han finner Anneli mördad nere vid strandpromenaden med en bukett liljekonvaljer i famnen.

## Om filmen
Filmen är en filmatisering av Maria Langs detektivroman Kung Liljekonvalje av dungen (1957), vars titel är tagen från Gustaf Frödings dikt Strövtåg i hembygden (1896). Maria Lang skrev själv filmmanuset. Det förhöll sig relativt troget till boken, men ett par smärre detaljer hade ändrats: i boken försvinner till exempel Anneli dagen före bröllopet, men i filmen sker försvinnandet på bröllopsdagen. Titeln under inspelning var Sommarnatten och Annelie. Inspelningarna skedde till stor del i Nora, Maria Langs egen hemstad och den stad som stod modell för den fiktiva staden Skoga i hennes romaner. Andra inspelningsplatser var Edsvik, Sigtuna och Kvarbo.
Filmen hade premiär den 17 augusti 1961 på biografen Saga i Stockholm. Den såldes även till Finland där den hade premiär 1962. Filmen har visats vid ett flertal tillfällen i SVT, bland annat 1991, 1995 och i oktober 2021.

## Rollista
- Karl-Arne Holmsten – Christer Wijk
- Christina Carlwind – Anneli Hammar
- Elisabeth Odén – Dina Richardsson, Annelis bästa väninna
- Per Oscarsson – Lars-Ove Larsson, Annelis barndomsvän
- Folke Sundquist – Joakim Kruse, Annelis fästman
- Sif Ruud – Gretel Ström, Annelis mor
- Erik Hell – Egon Ström, Annelis styvfar
- Stig Järrel – Sebastian Petrén, Annelis chef
- Hjördis Petterson – Fanny Falkman, blomsterhandlerska
- Angelo Zanolli – Mats Norrgård
- Märta Arbin – Helena Wijk, Christers mor
- Holger Löwenadler – överkonstapel Melker Gehlin
- Allan Edwall – luffare
- Agneta Prytz – Olivia Petrén
- Dagmar Olsson – Livia Petrén
- Elsa Prawitz – Camilla Martin, operasångerska
- Julia Cæsar – Camillas påkläderska
- Curt Masreliez – docent Ahlgren, obducent
- Tekla Sjöblom – Gustava Eriksson
- Carl-Axel Elfving – Frisör-Kalle
- John Norrman – skogvaktare
- Per Johnsson – inspicient
- Bo Samuelson – brevbärare
- Sven-Eric Gamble – långtradarchaufför
- Curt Löwgren – "Matsäcken"
- John Melin – källarmästare
- Arne Strand – präst
- Tommy Johnson – en man
- Monica Carlsson – en flicka
- Mona Geijer-Falkner – skvallertant 1
- Hanny Schedin – skvallertant 2
- Marrit Ohlsson – skvallertant 3
- Bellan Roos – skvallertant 4
- Sune Mangs – häktesvakt
- Karin Miller – fru Gehlin

## Mottagande
Kritikerna hade helt olika uppfattningar om filmen:
| ”                                                   | I denna miljö av småstad, sjö och träd rör sig ett myller av människor, och många av dem är så välritade, av skådespelare och personinstruktörer, i några få streck, och spelas ut så naturligt-spontant, att man njuter av episodscenerna i sig själva. | „ |
| – Robin Hood i Stockholms-Tidningen 18 augusti 1961 | |   |

| ”                                              | Vore 'Ljuvlig är sommarnatten' en utländsk film, skulle man avfärda den som en rutinprodukt, fastslå att berättartekniken är krystad och förvirrande utan att på minsta sätt vara förbluffande och som en konsumentupplysning möjligen tillfoga, att skådespelaren den och den förflyttar sig genom bildrutan. | „ |
| – Jurgen Schildt i Aftonbladet 18 augusti 1961 | |   |

## Musik i filmen
- "Dansen går på Svinnsta skär", kompositör och text Gideon Wahlberg, instrumental, även filmens ledmotiv
- "Ein Sommernachtstraum. Hochzeitmarsch (En midsommarnattsdröm. Bröllopsmarsch)", kompositör Felix Mendelssohn, instrumental
- "Celeste Aida". ur Aida (Ljuva Aida. ur Aida), kompositör Giuseppe Verdi, italiensk text 1871 Antonio Ghislanzoni, svensk text 1880 Herbert Sandberg, svensk text 1951 Sven Lindström, framförs av okänd manlig operasångare
- "La Habanera/L'amour est un oiseau rebelle". ur Carmen (Habaneran. ur Carmen), kompositör Georges Bizet, fransk text 1875 Henri Meilhac och Ludovic Halévy, svensk text 1878 Frans Hedberg, sång Elsa Prawitz

## DVD
Filmen gavs ut på DVD 2016.